# Xiahuikeng Shuiku
Xiahuikeng Shuiku (kinesiska: 下会坑水库) är en reservoar i Kina. Den ligger i provinsen Jiangxi, i den sydöstra delen av landet, omkring 230 kilometer öster om provinshuvudstaden Nanchang. Xiahuikeng Shuiku ligger 421 meter över havet. I omgivningarna runt Xiahuikeng Shuiku växer i huvudsak blandskog.
Genomsnittlig årsnederbörd är 2 682 millimeter. Den regnigaste månaden är juni, med i genomsnitt 514 mm nederbörd, och den torraste är oktober, med 39 mm nederbörd.